# Успение Богородично (Долна Търница)
„Успение Богородично“ (на сръбски: Храм Успенија Пресвете Богородице) е средновековна православна църква в търговищкото село Долна Търница, югоизточната част на Сърбия. Част е от Вранската епархия на Сръбската православна църква. Обявена е за паметник на културата.
Църквата е разположена на върха на скалния масив Вражи камен или Вражия глава, над живописния пролом на Пчиня, наречен Просеченик или Просечено. На базата на живописта и архитектурните особености храмът се датира между 1350 и 1380 година.
В архитектурно отношение е еднокорабен храм с полукръгла апсида и масивен зидан иконостас. Входовете в наоса са два – от запад и юг. Осветлението става чрез два тесни прозореца на източната стена. Декоративността при зидарията е особено изразена в апсидата. В XIX век към старата църква е дограден притвор. По-късно храмът е реставриран като е възстановен разрушеният полукръгъл свод, припворът и наосът са покрити с общ покрив от каменни плочи, а живописта е консервирана.
В храма частично е запазена оригинална живопис, която обхваща зоните на правите фигури и цикъла на Великите празници, разширен със сцени от житието на Богородица. Стенописите се различават стилистично и принадлежат на двама художници, от които единият е склонен на класически решения, а другият дава предимство на експресивността. На зидания иконостас са били изписани Богородица и Христос на престола като Съдия и Спасител, които заедно със Свети Николай на южната стена правят Дейсис.
Стилистичните особености на живописта приличат на тази в „Света Богородица“ на Мал град в Преспанското езеро, в „Свети Атанасий Музашки“ в Костур, „Свети Георги“ в Полошко, „Иисус Христос Животворец“ в Борие, Корчанско, Марковия манастир, както и на живописта в Охридско от XIV век.